# 格朗赛涅
格朗赛涅（法語：Grandsaigne，法語發音：[ɡʁɑ̃sɛɲ]）是法国科雷兹省的一个市镇，位于该省中北部，属于于塞勒区。

## 地理
格朗赛涅（45°29'24"N, 1°55'5"E）面积19.92 平方千米，位于法国新阿基坦大区科雷兹省，该省份为法国中南部省份，北起上维埃纳省和克勒兹省，西接多爾多涅省，南至洛特省，东临多姆山省和康塔爾省。
与格朗赛涅接壤的市镇（或旧市镇、城区）包括：博讷丰、绍梅伊、普拉迪讷、圣伊里耶勒代雅拉。

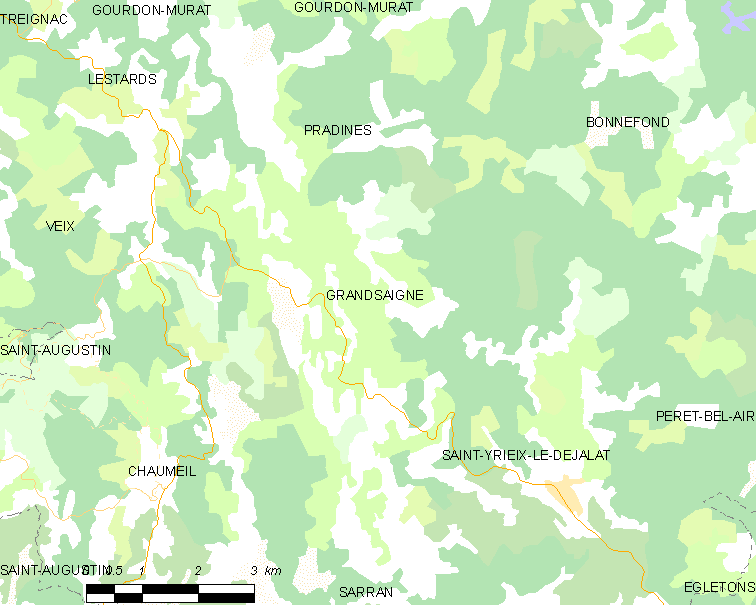
格朗赛涅的OSM定位图

格朗赛涅的时区为UTC+01:00、UTC+02:00（夏令时）。

## 行政
格朗赛涅的邮政编码为19300，INSEE市镇编码为19088。

## 政治
格朗赛涅所属的省级选区为米勒瓦什高原县。

## 人口

1962-2008年间格朗赛涅人口变化图示

格朗赛涅于2022年1月1日时的人口数量为48人。